# Hypochnicium sphaerosporum
Hypochnicium sphaerosporum är en svampart som först beskrevs av Höhn. & Litsch., och fick sitt nu gällande namn av J. Erikss. 1958. Hypochnicium sphaerosporum ingår i släktet Hypochnicium och familjen Meruliaceae.   Inga underarter finns listade i Catalogue of Life.